# يسري الإبياري
يسري الابياري (14 مارس 1949 - 10 يناير 2016) مؤلف ومنتج مصري.

## عن حياته
وهو ابن الكاتب السينمائي والمسرحي الكبير الراحل أبو السعود الإبياري, قدم العديد من الأعمال المسرحية التي لاقت نجاح باهر في الوطن العربي، وعلى مقدمة أعماله الفنية، مسرحية عش المجانين، للفنان محمد نجم والتي اشتهرت بالمقولة الشهيرة شفيق يا راجل، أبرز ما يتميز به هذا الكاتب هو وورثته للحس الفني الكوميدي في الكتابة والتأليف من أبيه الكاتب أبو السعود الإبياري، والذي كان أبدع الحوار المصري الساخر الذي يدور بين الطبقة الفقيرة والمتوسطة، هو الشقيق الأكبر من أبناء، أبو السعود الإبياري.

## وفاته
توفي المؤلف يسري الإبياري في العاشر من يناير عام 2016 عن عمر يناهز 67 عاماً.

## أعماله

### مسرحيات
| - الجوكر - عش المجانين - البلدوزر - عبده يتحدى رامبو - واحد لمون والتاني مجنون | - المشاكس - الدبابير - الساهي واللومانجي - وراء كل مجنون امرأة - مراتي زعيمة عصابة | - وراك وراك - أي أند يو هنجننوه - أنا عايزه مليونير - الفرسان الثلاثة - حسنين يعيش مرتين [2014] |

### أفلام
- أونكل زيزو حبيبي
- النمس
- هايم عبد الدايم

## وصلة خارجية
يسري الإبياري على قاعدة بيانات الأفلام العربية.